# Venti del nord
Venti del nord è una soap opera francese (281 episodi) trasmessa da France 2 tra il 1998 e il 2000 e interpretata da Claude Jade e Paul Barge. In Italia sono state trasmesse cinque puntate nell'estate 2000.

## Trama
Le storie, i drammi e gli amori di quattro diverse famiglie, i Chantreuil, i Matthiews, i Mori e i Moliano, si intrecciano in una piccola città costiera della Bretagna, Cap des Pins. Ne sono protagonisti circa una ventina di personaggi, tutti di età diversa: Gerard Chantreuil, un manager affermato ma cinico e senza scrupoli, e sua moglie Anna; la giovane Alice Moliano, sempre più sofferente perché non riesce ad avere un bambino, e suo marito Jacques, alcolizzato e vulnerabile; Nadine, una quarantenne parigina che ha deciso di cambiar vita trasferendosi in provincia e acquistando il ristorante sulla spiaggia Bateau Ivre che sarà scenario di molte vicende, il bel tenebroso Brice Chantreuil.